# Complejo de Edipo

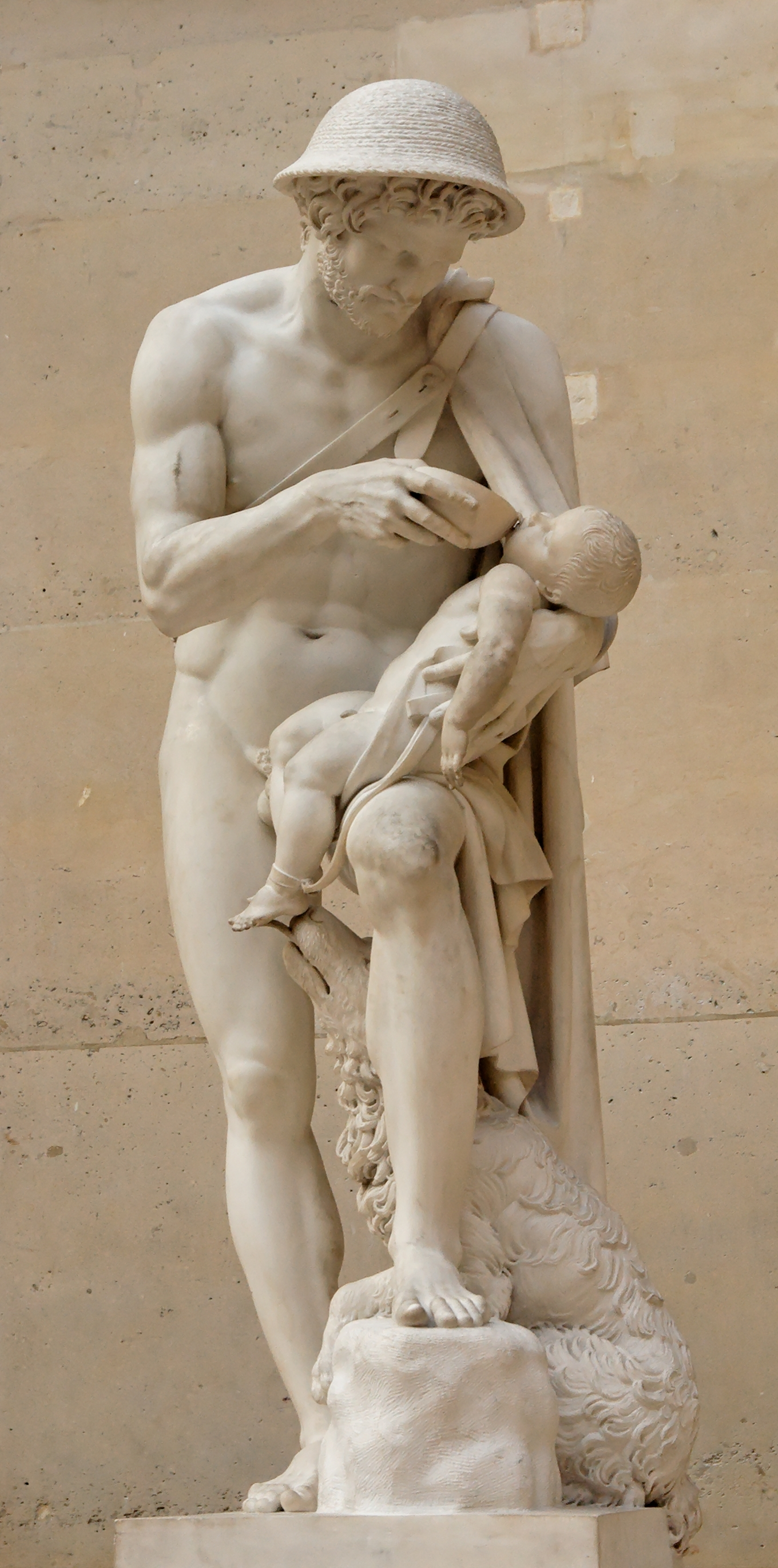
Forbas
, el pastor que rescata y salva la vida del lactante Edipo y lo entrega finalmente a Pólibo de Corinto. Escultura de Antoine-Denis Chaudet

En psicoanálisis, el complejo de Edipo, a veces también denominado conflicto edípico, se refiere a un conjunto complejo de emociones y sentimientos infantiles caracterizados por la presencia simultánea y ambivalente de deseos amorosos y hostiles hacia los progenitores. Se trata de un concepto central de la teoría psicoanalítica de Sigmund Freud, expuesto por primera vez dentro de los marcos de su primera tópica. En términos generales, Freud define el complejo de Edipo como el deseo inconsciente de mantener una relación sexual (incestuosa) con el progenitor del sexo opuesto y de eliminar al padre del mismo sexo (parricidio).
El complejo de Edipo es la «representación inconsciente a través de la que se expresa el deseo sexual o amoroso del niño». Freud describió tres constelaciones distintas en las que se puede presentar el conflicto edípico:
- Complejo de Edipo positivo o simplemente Edipo:[3] odio o rivalidad hacia el progenitor del mismo sexo y atracción hacia el progenitor del sexo opuesto.
- Complejo de Edipo negativo[1]  o Edipo invertido[3]  amor hacia el progenitor del mismo sexo, así como rivalidad y rechazo hacia el progenitor del sexo opuesto.
- Edipo completo: la combinación de ambas situaciones edipales anteriormente descritas.[3]

La teoría de Freud distingue en el desarrollo psicosexual de los niños tres etapas principales: la oral, la anal y la fálica. El período de manifestación del complejo de Edipo coincide con la llamada fase fálica (pregenital) del desarrollo de la libido, es decir aproximadamente entre los 3 y los 6 años de edad y se acaba con la entrada en el período de latencia. De acuerdo con la teoría freudiana, el complejo se revive en la pubertad y esta reaparición declinaría a su vez con la elección de objeto, que abre paso a la sexualidad adulta.

## Importancia del concepto para el psicoanálisis
El complejo de Edipo es considerado la piedra angular de la teoría de Freud. Es un concepto clave del psicoanálisis y sus derivados actuales tanto como fundamento de la teoría, como construcción explicativa en la clínica:
- para la teoría, porque constituye el eje central de la teoría pulsional y de la metapsicología con la que Freud pretende explicar el funcionamiento psíquico y la estructuración de la personalidad;
- para la clínica, debido a que del desarrollo, evolución y forma de resolución de la conflictiva edípica derivará la estructura y la forma en que se presentarán los síntomas en las distintas modalidades patológicas.

Por eso el complejo de Edipo es una idea tan central para el psicoanálisis como lo es la universalidad de la prohibición del incesto y constituye un correlato del complejo de castración.
Freud, en Tres ensayos sobre teoría sexual, asegura que en los niños es recurrente la fantasía incestuosa de expulsar y sustituir al progenitor rival, es decir el padre para el niño, y la madre para la niña, pero esas ideas suscitan intensa culpa y temor al castigo.
La historia del psicoanálisis en su conjunto está fuertemente ligada a la historia del complejo de Edipo y a las discusiones en torno a su significación. El concepto también ha suscitado desde su origen muchas críticas, tanto internas, entre las diferentes escuelas de psicoanálisis, como desde otras disciplinas y corrientes teóricas.
El término complejo (del latín complectere: abrazar, abarcar; participio perfecto: complexum) es un término que indica un conjunto que totaliza, engloba o abarca una serie de partes individuales (hechos, ideas, fenómenos, procesos). Se utiliza en forma general en psicología para indicar la integración de vivencias o experiencias individuales en una experiencia de conjunto o totalizadora. La introducción y uso original del término se le atribuye a Carl Gustav Jung.

## Historia del complejo de Edipo

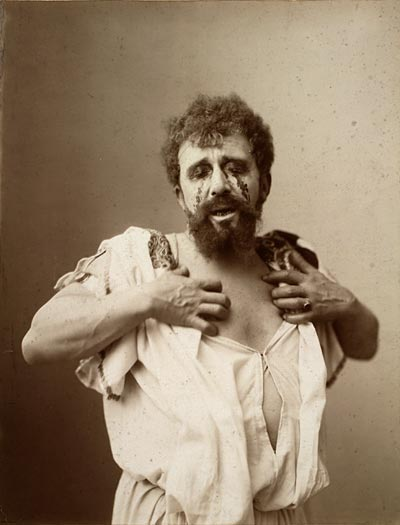
Edipo se arranca los ojos en la tragedia de Sófocles. (Foto teatral).

El concepto fue desarrollado por Sigmund Freud, quien se inspiró para su denominación en el mito de Edipo de la mitología griega clásica, más precisamente, en la versión que entrega Sófocles en la tragedia Edipo Rey: Edipo es el hijo de Layo y Yocasta. Layo, para evitar que se cumpla el horrible destino que el oráculo le ha anunciado (que va a ser asesinado por su propio hijo), entrega a Edipo recién nacido a un sirviente para que lo abandone en un cerro de Citerón. Desobedeciendo al rey, el sirviente lo entrega a un pastor, quien lo acoge y finalmente lo entrega al rey de Corinto, Pólibo y su esposa Mérope, quienes lo adoptan, le dan un nombre (Edipo significa «pies hinchados») y lo crían cual si fuera su propio hijo. Sin embargo el joven Edipo, al escuchar rumores acerca de que el rey y la reina no son sus padres, consulta al oráculo de Delfos, quien le revela que su destino será dar muerte a su propio padre y que se casará con su madre. Edipo, creyendo que sus padres eran quienes lo habían criado, decide no regresar nunca a Corinto para huir de su destino. Emprende un viaje y, en el camino hacia Tebas, Edipo se encuentra con Layo, que viajaba a Delfos, en una encrucijada. El heraldo de Layo, Polifontes exigió a Edipo que le cediera el paso pero ante la demora de este, mata a uno de sus caballos. Edipo se encoleriza y mata a Polifontes y a Layo sin saber que era el rey de Tebas, y su propio padre. Es así entonces que Edipo asesina a Layo y se casa con Yocasta para más tarde descubrir la desastrosa verdad de que son sus padres. Cuando Yocasta descubre que Edipo es su hijo se suicida. Edipo, incapaz de soportar el horror que el parricidio y el incesto le provocan, se saca los ojos y en total humillación, abandona la ciudad para vagar como un pordiosero por toda Grecia, atendido por su hija Antígona.
La primera vez que el complejo de Edipo aparece mencionado en la obra freudiana es en 1910, aunque existen razones para suponer que cuando Freud se refiere en 1908 a los «conflictos nucleares» (Kernkonflikte) ya está aludiendo a la conflictiva edípica. Pero además, hay una huella aún más temprana de la elaboración de este concepto. Se trata de una carta de Freud a su amigo Wilhelm Fliess fechada el 15 de octubre de 1897, donde interpreta con el patrón de la tragedia de Sófocles sus propios sentimientos de amor hacia su propia madre y celos hacia su padre experimentados en su infancia e hipotetiza que se trata probablemente de sentimientos comunes a todos los niños. Se puede decir entonces que el Edipo, en distintos estados de desarrollo como concepto, estuvo desde siempre en la obra freudiana.
Carl G. Jung desarrolló de forma análoga el «complejo de Electra»  describiéndolo como la atracción sexual inconsciente que siente una niña hacia su padre. Freud nunca aceptó esta idea de Jung  porque se contraponía con las teorías  que él venía desarrollando, particularmente en dos aspectos:
- La importancia que tiene para la niña la inclinación inicial por la madre (en la fase preedípica) y
- la preponderancia central del falo en el desarrollo de los sujetos de ambos sexos en la fase fálica del desarrollo libidinal.[8]

En la teoría freudiana el complejo de Edipo es un fenómeno que aparece en el desarrollo de todos los seres humanos, tanto en el sexo masculino como en el femenino. Esto no significa, sin embargo, que tenga igual evolución en ambos sexos: para Freud el complejo de Edipo femenino no es simétrico al del niño.

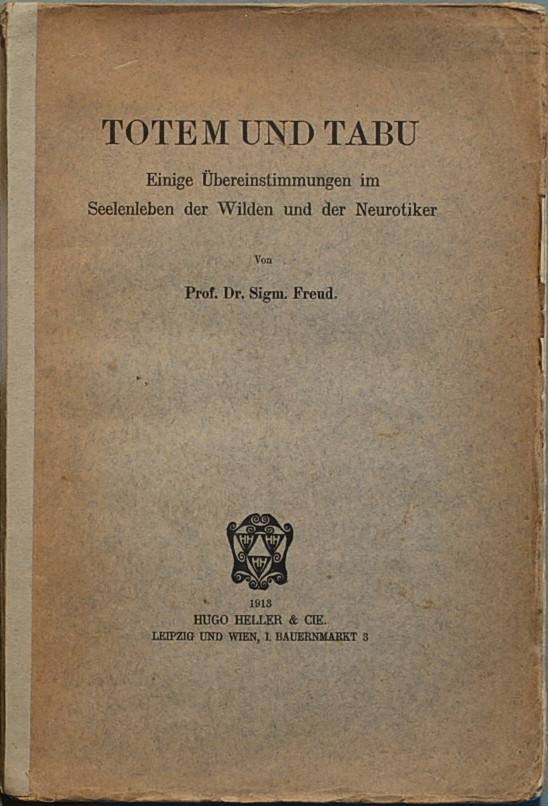
Tótem y tabú (1913). Freud argumenta aquí la universalidad del complejo de Edipo.

Se trata además de un fenómeno universal, que ocurre con independencia de factores como la educación, la pertenencia étnica o la cultura. Freud desarrolla esta idea en su obra Tótem y tabú sirviéndose de una metáfora, de una suerte de «mito científico» propio, para argumentar la universalidad del complejo de Edipo. Freud plantea el escenario en que podría haberse instaurado el tabú del incesto e inaugurado la cultura: En una época indeterminada de las hordas primitivas, los hombres vivían en pequeñas agrupaciones dominadas por un macho poderoso y tiránico (el padre) que tenía el privilegio de poseer a las hembras. Un día los machos jóvenes de la horda primitiva deciden rebelarse contra el padre, lo asesinan y se comen su cadáver. La cena totémica habría involucrado además una dimensión simbólica muy importante: no solo se habrían comido el cuerpo sino principalmente también sus atributos espirituales, lo que da por resultado una identificación con el padre. El arrepentimiento y los sentimientos de culpa que surgieron tras el asesinato los llevaron a instaurar un nuevo orden social basado en la exogamia, es decir, en la prohibición (o tabú) de poseer a las mujeres del clan, al tiempo que instauraron el totemismo (tabuización de dar muerte al tótem (figura que sustituye simbólicamente al padre)). El padre asesinado, sin embargo, tiene más poder y autoridad que el padre vivo, concluye Freud, puesto que la obediencia retroactiva que se le presta se basa en el sentimiento de culpa. Las prohibiciones del totemismo (el incesto y matar al tótem) representan los dos deseos inconscientes centrales del conflicto edípico. Concluye Freud en esta obra que el complejo de Edipo es la condición central del totemismo, por lo tanto, universal y fundante de la cultura en cualquier sociedad de seres humanos.

## Implicaciones del complejo de Edipo
El conflicto edípico debe ser cancelado (no necesariamente por el mecanismo psíquico de la represión) para posibilitar el desarrollo de la sexualidad del niño. En el inconsciente se pone en funcionamiento el llamado complejo de castración, que aporta al niño una respuesta rudimentaria al enigma que le plantea la diferencia anatómica de los dos sexos (posesión o privación del pene), que el niño atribuye al cercenamiento del pene en la niña. El niño teme el cercenamiento del pene como castigo por sus deseos incestuosos y actividades sexuales, lo que le provoca una intensa angustia de castración. En la niña, la ausencia de pene es percibida como un daño que, según el psicoanálisis, ella misma intentará negar, compensar o reparar durante su desarrollo. Según Freud, mientras el complejo de castración posibilita la salida del complejo de Edipo en el niño (el niño descubre que la madre está castrada y depone sus deseos incestuosos por temor a la castración) representa para la niña la entrada al complejo de Edipo, es decir la niña se dirigiría hacia el padre en busca del falo faltante en la madre.
El interés del niño por los genitales desaparece durante el período de latencia y reaparece con la pubertad. Cuando ve la falta en una niña, advierte la posibilidad de la castración pero la amenaza adquiere su efecto con posterioridad (nachträglich, en el original en alemán).

## Solución del conflicto

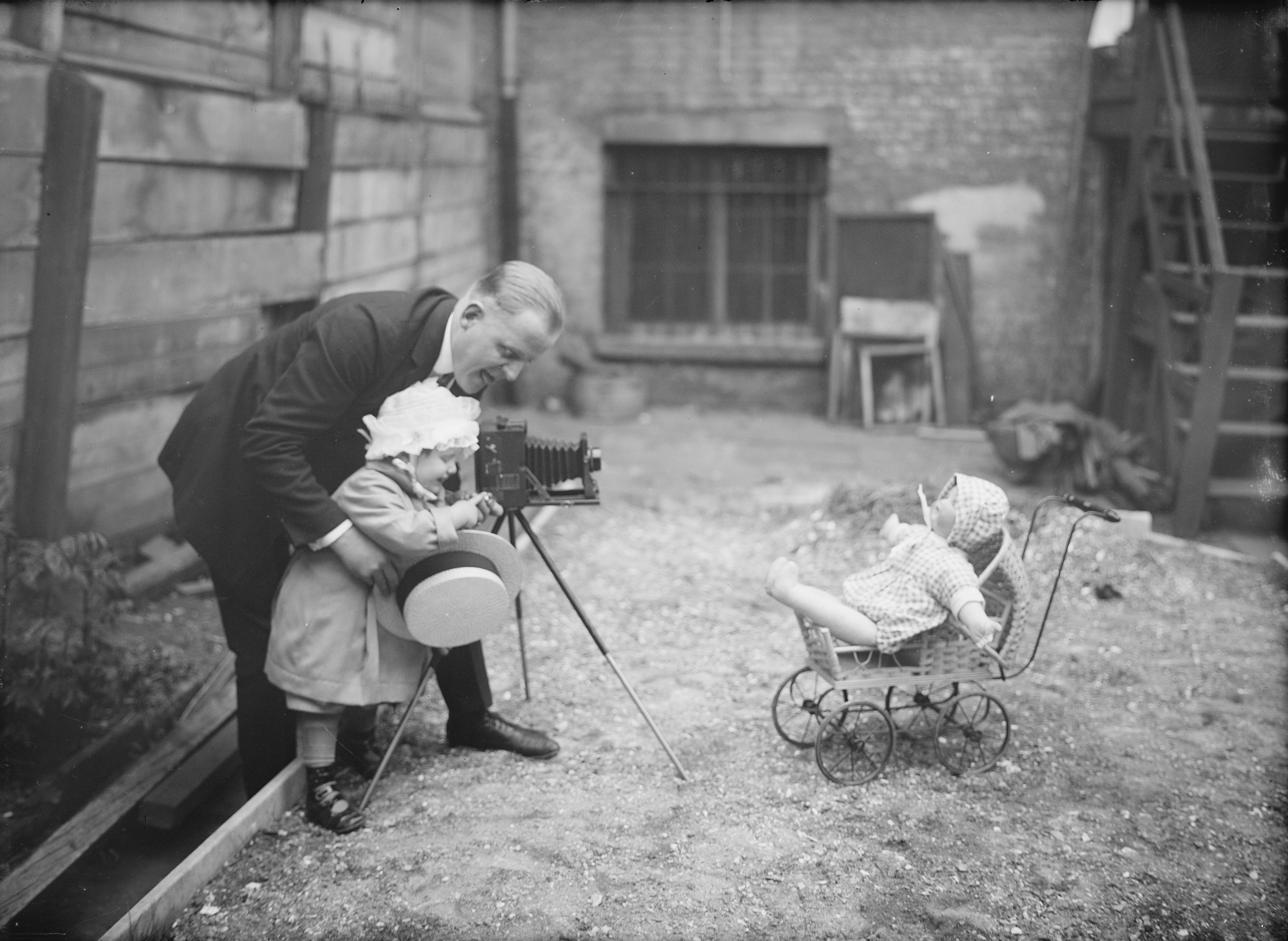
Salida del complejo de Edipo en la niña: Recibir de regalo un hijo del padre. (Foto:Ross Gorman e hija, aprox. 1920).

Se sustituye la investidura de objeto por la identificación, se introyecta a la autoridad del padre y se forma el núcleo del Superyó, que severamente prohíbe el incesto y el retorno de las investiduras de objeto. Las aspiraciones libidinales son desexualizadas y sublimadas por una parte, e inhibidas en sus metas y mudadas en mociones tiernas, por otra parte. Con esto se da inicio al periodo de latencia. En rigor, el complejo de Edipo no es objeto de la represión, sino que más bien opera una cancelación y destrucción del complejo.
La niña percibe inicialmente que su clítoris es un pene pequeño que ya crecerá pero, al advertir que las mujeres adultas no poseen pene, intuye que ha sido castrada. El Superyó se instituye como resultado de la educación y el amedrentamiento externo. La niña se acerca al padre en busca de lo que la madre no tiene. Simbólicamente el falo pasa del pene al hijo, su complejo culmina en el deseo de recibir de regalo un hijo de su padre, el cual permanece en lo inconsciente como el del pene y constituye la base para su futura función sexual.
En la generalidad de los casos, el niño trata, en su deseo de superarlo, de parecerse a su rival. Acaba entonces por identificarse con él, en una especie de solidaria convivencia, en la que el padre se vuelve un modelo para el niño. Lo mismo ocurre, aunque no de manera simétrica, entre la niña y su madre.

## Crítica y recepción al interior del psicoanálisis
El concepto original de Freud ha sido recogido y aplicado con distintos matices y modificaciones por diversas orientaciones del psicoanálisis, como asimismo por otras escuelas psicológicas ajenas a este, ya sea como modelo explicativo válido del desarrollo psicosexual del niño o bien como elemento estructural de la formación de la personalidad.
El primer desarrollo ulterior divergente de la teoría original de Freud es el de Carl Jung con la introducción en 1913 del complejo de Electra en Ensayo de exposición de la teoría psicoanalítica. En este período Jung critica a Freud por centrar demasiado los descubrimientos del complejo de Edipo en las experiencias de su propia persona y aboga además por la desexualización de la teoría. Es en este contexto que se produce la ruptura definitiva.
A pesar de que la mayor parte de los psicoanalistas freudianos no acepten la denominación junguiana de «complejo de Electra», todos coinciden en la importancia de diferenciar estos procesos en el niño y en la niña, ya que  por sus distintos rasgos y posesiones deben ser tratados de forma distinta entre uno y otra.
Jacques Lacan hace una lectura diferente del concepto freudiano y lo reconstruye en varios aspectos esenciales. Lacan destaca que Freud se basó en un mito, es decir no en un hecho, sino en una ficción, en algo que ocurre no en la esfera de lo real sino en el ámbito de lo simbólico, es decir, en algo que sucede en el lenguaje. Para Lacan el padre que juega un papel en el complejo de Edipo no es un padre real sino que es una función: la función paterna, un lugar en la estructura que puede ser ocupado por otros representantes, no necesariamente el padre real. Lo que resulta relevante para Lacan es  la ficción de una instancia que representa la ley, es decir, la prohibición del incesto. Lacan denomina a esta instancia el Gran Otro y puede estar asumida por diversas figuras de la autoridad: jueces, policías, maestros, profesores, clérigos, etc. Es el momento de la subordinación del niño a esta instancia lo que permite su entrada en el orden de lo simbólico, es decir del lenguaje, del discurso del mundo social y de sus normas. Para Lacan la salida del complejo de Edipo es entonces la renuncia a la madre y el comienzo de los intentos de llenar ese lugar estructural de la falta con otros «objeto causa del deseo», también denominado «pequeño otro» u «objeto a».
Melanie Klein recoge algunos aspectos de la descripción freudiana del concepto, pero sitúa el Edipo en el primer año de vida del niño, postulando además que la fase tiene un trascurso similar en ambos sexos. Para Melanie Klein, la relación con el pecho materno sería el factor fundamental que rige todo el desarrollo psicosexual del niño. Son las relaciones de satisfacción y frustración experimentadas con este primer objeto las que permiten orientar el deseo hacia nuevos objetos, en su teoría, primeramente hacia el pene del padre. Pero la frustración inevitable que representa este objeto haría que el lactante regresara  al objeto primario.  De este modo, el pecho y el pene constituyen los primeros objetos de deseo oral del lactante. Los seres humanos contarían, de acuerdo con su teoría, con un saber congénito acerca de la existencia del pene y la vagina. El Edipo se configura porque el lactante desea una satisfacción constante, por lo que al no obtenerla, aparecería la frustración y la agresión. Ocurriría entonces una idealización del pecho bueno (la madre buena) y una dirección de la agresión hacia el pecho malo, que se transformará en el prototipo de todas las relaciones objetales frustrantes posteriores.
La teoría ha sido también muy fuertemente criticada al interior del psicoanálisis. Por ejemplo, en la interpretación que Erich Fromm hace del complejo de Edipo freudiano, el Edipo no se trataría en primera línea de un conflicto desencadenado por deseos incestuosos. Si bien Fromm reconoce que la estructura descubierta por Freud es contrastable con fenómenos que ocurren en la realidad del desarrollo infantil, eso no tendría necesariamente que ver con la sexualidad. El centro y origen del odio y rivalidad con el padre estarían determinados, según este autor, por  la rebelión contra la autoridad paterna y las estructuras sociales patriarcales que representa.
La psicoanalista alemana Karen Horney hace una crítica profunda a las ideas que sostienen el concepto freudiano, planteando que la  envidia del pene constituye una ofensa a las mujeres.
Durante los años 1980, cuando comenzaron a ampliarse los estudios sobre abuso sexual infantil, se comenzó a cuestionar la idea de «fantasías de seducción» durante el complejo de Edipo con el argumento de que escondían casos reales de abuso. Algunos psicoterapeutas acusaron a la teoría psicoanalítica del Edipo y la Fantasía de seducción de la histeria de invisibilizar el abuso sexual realmente cometido, desresponsabilizando a los perpetradores al cargar la responsabilidad sobre los niños y sus fantasías edípicas. Algunos psicoanalistas llegaron a cuestionar que Freud realmente hubiera abandonado su teoría de la seducción parental, a la que llamó Fuente del Nilo.
La universalidad cultural del complejo de Edipo también ha recibido objeciones desde otras disciplinas y por investigadores ajenos al psicoanálisis. Es así como Bronislaw Malinowski, antropólogo británico de origen polaco y fundador de la antropología funcionalista, intentó refutar la pretendida universalidad con datos empíricos. Mostró, por ejemplo, como entre los habitantes de las Islas Trobriand en Papúa Nueva Guinea un niño era una criatura de su madre y del espíritu de sus ancestros, quedando vacío el lugar del padre. El tabú del incesto estaba allí referido a la hermana  y no a la madre.  En respuesta a esta crítica  desde la antropología, Ernest Jones defendió  en su momento de manera ortodoxa  la validez universal del complejo de Edipo  aduciendo que en el sistema matriarcal de los trobriandeses lo que existía era una negación del rol del padre en la reproducción y un desplazamiento hacia la figura del tío. Hasta hoy la discusión continúa y el problema no ha podido ser zanjado de manera definitiva, ni por parte del psicoanálisis, ni por parte de la antropología.

## Crítica y recepción por otras disciplinas
Uno de los principales y primeros críticos fue el filósofo y sociólogo finés Edward Westermarck. Ya en época de Freud, Westermarck enunciaba el efecto que lleva su nombre: concluía que nadie sentía atracción sexual por aquellas personas con quienes ha convivido durante su infancia (el factor clave es la convivencia, no el hecho de ser genéticamente parientes). Este rechazo natural al incesto puede ser un claro factor evolutivo, puesto que la consanguinidad aumenta gravemente el peligro de malformaciones y enfermedades congénitas.
El antropólogo, Arthur P. Wolf, hizo una exhaustiva investigación de campo y de archivos en el norte de Taiwán, donde hasta hace poco había dos tipos de matrimonio de menores, que él llama mayor y menor. En el matrimonio mayor, la chica se muda a la casa de sus suegros el día de la boda. En el matrimonio menor, la chica es criada por sus futuros suegros casi desde el momento de nacer. En el primer caso, los futuros esposos solo se conocen a partir de su casamiento efectivo; en el segundo, los chicos se crían como hermanos. Wolf estudió durante un cuarto de siglo la historia de 14.402 matrimonios de ambos tipos, haciendo investigación de campo y usando archivos que cubren el período 1905-1945 de la ocupación japonesa. ¿Cuál de los dos matrimonios tuvo más éxito, medido en duración, número de hijos y fidelidad conyugal? El primero, o mayor. Wolf resume así su principal conclusión: «Lejos de concebir una atracción sexual por miembros de la misma familia, los niños desarrollan una fuerte aversión sexual como resultado de la asociación inevitable. Por tanto, concluyó que la primera premisa de la teoría edípica —la naturalidad del deseo incestuoso— es errada».
En la misma postura, los sociólogos Lionel Tiger y Joseph Shepher estudiaron más de 34.000 casos y gran cantidad de datos administrativos procedentes de los kibutz, en los cuales los niños se crían en común, por una nodriza, sin tener mucho contacto con los padres. El resultado seguía siendo que la familiaridad durante la infancia influía luego en una indiferencia sexual.
Por otra parte, desde la biología, muchos investigadores afirman que la aversión al incesto sería natural en muchas especies. En efecto, A. H. Harcourt, zoóloga británica, ha comprobado la evitación del incesto madre-hijo en los gorilas que ha tenido bajo estudio en Ruanda. Esto mismo fue corroborado posteriormente por Dian Fossey (1985) en Uganda. Después de cuatro años estériles en el zoológico de Filadelfia (Pfennig y Sherman, 1995), Jessica, una hembra de gorila de llanura, fue trasladada al parque de San Diego, donde quedó preñada inmediatamente. La discriminación por parentesco puede explicar por qué Jessica no se apareó hasta que se la puso en contacto con machos distintos de aquellos con los que había convivido desde edad temprana.
Desde la teoría feminista, la trabajadora social Florence Rush nombra el ocultamiento del abuso infantil como encubrimiento freudiano. Freud, y consecuentemente, todo el psicoanálisis, lo considera cómplice de relegar las confesiones de las víctimas en sus consultorios a simples fantasías e incluso deseos, aumentando aún más el mito de que las mujeres y niñas desean la violación.
Michelle Scalise Sugiyama (2001) señala que:

La posición de Westermarck tiene fuerte apoyo de los datos tanto etológicos como etnográficos. El contacto cercano con los parientes inmediatos en la vida temprana es crucial para la activación de mecanismos de evitación del incesto en una amplia variedad de animales, desde los campañoles de la pradera a los babuinos y a los chimpancés.

Pero sin duda la evidencia más convincente es un cuerpo de datos recogidos por investigadores independientes desde 3 poblaciones humanas culturalmente distintas. Estos datos indican abrumadoramente que la gente no desarrolla deseos sexuales hacia los familiares de su infancia. El primero de estos estudios fue conducido por Yonina Talmon, quien encontró que, de 125 parejas que habían crecido en kibutzim israelíes, en ningún caso ambos habían sido criados desde el nacimiento en la misma casa o grupo de pares. Tampoco ella encontró ningún affair amoroso entre miembros del mismo grupo (sabras). Los siguientes estudios de kibutzim arrojaron resultados similares: ningún matrimonio y muy pocas relaciones sexuales extramaritales entre sabras (Parker). El más ambicioso de estos estudios posteriores fue conducido por Joseph Shepher, quien examinó los registros de matrimonio de más de 2.769 individuos criados en kibutz. Su investigación reveló un patrón interesante: no encontró ningún matrimonio entre personas que hubiesen sido miembros del mismo kibutz durante la niñez temprana (0 a 6 años de edad), solo 8 matrimonios entre personas que habían sido miembros del mismo kibutz durante la niñez tardía (6 a 12 años de edad), y solo 9 matrimonios entre personas que habían estado en el mismo kibutz durante la mayor parte de su adolescencia (12 a 18 años de edad). La investigación de Shepher indica que los mecanismos que inhiben el deseo sexual entre familiares tienen su periodo más sensible entre el nacimiento y los 6 años de edad. Pero Shepher no solo indagó los registros de matrimonios. También investigó las preferencias sexuales premaritales de adolescentes criados en kibutzim: los jóvenes señalaban que casarse con una persona de la misma casa de uno sería como casarse con su hermana o hermana. Reveladoramente, Shepher encontró solo un caso de actividad heterosexual entre adolescentes que habían sido miembros del mismo kibutz, y en este caso el varón no había entrado al kibutz hasta que él tuvo 10 años de edad. Estos hallazgos son especialmente relevantes dada la política de apertura de los kibutzim sobre asuntos sexuales y dado el aliento que daban los padres al matrimonio entre sabras (Shepher). 
Otro «experimento natural» que apoya la hipótesis de Westermarck fue reportado por Arthur Wolf, quien, junto a su colega Chieh-shan Huang, estudió matrimonios simpua en Taiwán. En el matrimonio simpua, una pareja es prometida en la infancia, y la destinada-a-ser-novia es criada en la casa de su futuro marido. Wolf y Huang encontraron que las parejas simpua frecuentemente sienten aversión hacia consumar su unión, y que las tasas de infidelidad y divorcio son más altas entre parejas simpua que entre otras parejas. Además encontraron que la tasa de nacimientos era cerca de 30% menos para las parejas simpua que para otras parejas (presumiblemente debido a una menor frecuencia de relaciones sexuales).

Evidencia adicional de que la familiaridad en la infancia produce apatía o aversión sexual viene de la práctica libanesa de casar al hijo de un hermano con la hija del otro. Puesto que los hermanos tienden a vivir cerca, sus hijos crecen en contacto continuo entre sí. Justine McCabe encontró que estos matrimonios produjeron 23% menos hijos y tuvieron una probabilidad 4 veces mayor de terminar en divorcio que los matrimonios entre personas no relacionadas. Además, los matrimonios entre primos que no fueron criados cerca entre sí mostraron un perfil similar al de los matrimonios entre personas no relacionadas, lo que indica que la familiaridad en la infancia y no el grado de parentesco fue la causa del deseo sexual disminuido entre primos que crecieron juntos.
Scalise Sugiyama, Michelle (2001). New science, old myth. An evolutionary critique of the Oedipal paradigm. Mosaic, 34, 1: 121-136

Otra crítica que se ha realizado es la idea de que la teoría de que los niños fantasean con ser «seducidos» por sus padres encubre los abusos sexuales, ya que la palabra «seducción» es un eufemismo para referirse a la violencia del abuso sexual y, por otra parte, Freud cambió su inicial «teoría de la seducción» por la «teoría de la fantasía» según la cual los reportes de abusos sexuales suelen ser fantasías de quienes reportan tales hechos, pero estas fantasías tienen el mismo efecto patógeno que tienen los abusos sexuales reales cuando estos de verdad ocurren. La teoría del complejo de Edipo se habría formulado para atribuir estas fantasías a los niños/as, exculpando a los adultos. Patrizia Romito (2007) señala que:

La nueva teoría de la histeria era mucho más aceptable: el trauma no consistía ya en una verdadera agresión sexual por parte de un adulto, sino en la proyección de las propias fantasías de los niños y niñas. El complejo de Edipo, según el cual cada niño desea tener una relación sexual con el progenitor del sexo opuesto –exactamente lo contrario de la teoría original sobre la etiología de la histeria- devino el fundamento inflexible del psicoanálisis. En la continuación de su carrera, ya Freud hablará siempre de «fantasías», afirmando que los relatos de los pacientes acerca de violencias sexuales sufridas eran falsos, imaginados. La negación de Freud fue profunda y definitiva.
 
Por ejemplo, en 1931 trató de oponerse a la publicación del ensayo ‘Confusión de lenguas entre adulto y niño’, en el que Sandor Ferenczi, su ex alumno, sostenía la frecuencia del incesto y sus consecuencias devastadoras. A la muerte de Ferenczi, en 1933, Ernest Jones, alumno y biógrafo de Freud, obtuvo del propio Freud el consentimiento para destruir la traducción inglesa del ensayo. Una traducción inglesa del trabajo de Ferenczi fue publicada solo en 1949. Una sombra posterior fue lanzada sobre el asunto por el hecho de que Jones fue acusado repetidamente de abusos sexuales sobre pacientes e incluso sobre niñas (Masson, 1948).
Romito, Patrizia (2007). Un silencio ensordecedor: la violencia ocultada contra mujeres y niños. Barcelona, España: Editorial Montesinos, p. 160.